# Yang Yansheng
Yang Yansheng (chinesisch 楊 雁盛 / 杨 雁盛, Pinyin Yáng Yànshèng; * 5. Januar 1988 in Binzhou) ist ein chinesischer Leichtathlet, der sich auf den Stabhochsprung spezialisiert hat.

## Sportliche Laufbahn
Erste internationale Erfahrungen sammelte Yang Yansheng im Jahr 2005, als er bei den Jugendweltmeisterschaften in Marrakesch mit übersprungenen 5,25 m die Goldmedaille gewann. Im Jahr darauf gewann er bei den Hallenasienmeisterschaften in Pattaya mit 5,40 m die Silbermedaille hinter dem Japaner Daichi Sawano und siegte anschließend bei den Juniorenasienmeisterschaften in Macau mit 5,30 m und gewann dann bei den Juniorenweltmeisterschaften in Peking mit 5,54 m die Silbermedaille. Daraufhin nahm er erstmals an den Asienspielen in Doha teil und gewann dort mit einer Höhe von 5,50 m die Bronzemedaille hinter Sawano und dem Usbeken Leonid Andreyev.
2009 gewann er bei den Hallenasienspielen in Hanoi mit 5,40 m die Silbermedaille hinter dem Usbeken Andreyev. Im Jahr darauf schied er bei den Hallenweltmeisterschaften in Doha mit 5,30 m in der Qualifikation aus und wurde mit 5,55 m Fünfter beim Continentalcup in Split und siegte anschließend bei den Asienspielen in Guangzhou mit einer Höhe von 5,50 m. 2011 gewann er bei den Asienmeisterschaften in Kōbe mit 5,40 m die Bronzemedaille hinter den Japanern Daichi Sawano und Hiroki Ogita. Im Jahr darauf siegte er bei den Hallenasienmeisterschaften in Hangzhou mit übersprungenen 5,50 m und qualifizierte sich zudem für die Teilnahme an den Olympischen Spielen in London, bei denen er aber mit 5,35 m den Finaleinzug verpasste.
Bei den Leichtathletik-Weltmeisterschaften 2013 in Moskau scheiterte er mit 5,25 m in der Qualifikation. Zudem stellte er in diesem Jahre mit 5,80 m einen neuen chinesischen Hallenrekord auf. Im Jahr darauf belegte er bei den Hallenweltmeisterschaften in Sopot mit 5,55 m den neunten Platz und wurde bei den Asienspielen in Incheon mit 5,45 m Vierter. 2017 bestritt er in Tianjin seinen letzten Wettkampf und beendete damit seine aktive sportliche Karriere im Alter von 29 Jahren.
In den Jahren 2006 und 2007 sowie 2009, 2010 und 2012 wurde Yang chinesischer Meister im Stabhochsprung.

## Persönliche Bestleistungen
- Stabhochsprung: 5,75 m, 6. August 2010 in Jinan
  - Stabhochsprung (Halle): 5,80 m, 8. Februar 2013 in Düsseldorf